# Hrazany
Hrazany är en ort i Tjeckien.   Den ligger i regionen Södra Böhmen, i den centrala delen av landet, 60 km söder om huvudstaden Prag. Hrazany ligger 537 meter över havet och antalet invånare är 279.
Terrängen runt Hrazany är huvudsakligen platt, men åt nordost är den kuperad. Terrängen runt Hrazany sluttar västerut. Runt Hrazany är det ganska tätbefolkat, med 179 invånare per kvadratkilometer. Närmaste större samhälle är Milevsko, 8,2 km söder om Hrazany. Omgivningarna runt Hrazany är en mosaik av jordbruksmark och naturlig växtlighet.